# Nacaduba hermana
Nacaduba hermana är en fjärilsart som beskrevs av Hans Fruhstorfer. Nacaduba hermana ingår i släktet Nacaduba och familjen juvelvingar. Inga underarter finns listade i Catalogue of Life.